# 加拿大線
加拿大線（英語：Canada Line）是加拿大卑詩省大溫哥華地區一條捷運路線，連接溫哥華、列治文與溫哥華國際機場，是加拿大首條機場對外捷運線。本綫為運輸聯線旗下溫哥華架空列車的第三條路線，在路線圖上以 淺藍色顯示。
加拿大線全長19.2公里，北起溫哥華市中心的濱海站，南下至列治文市的橋港站後分成兩條支線，分別前往魯魯島上的列治文－布里格豪斯站和海島上的溫哥華國際機場站。本線於2009年8月17日通車，載客量於2011年2月達每天11萬人次。
項目工程由加拿大線捷運公司（Canada Line Rapid Transit Inc.）監管，並由SNC-Lavalin承建；通車後為期35年的營運權亦歸SNC-Lavalin旗下的。加拿大線的操作是獨立於架空列車另外兩條路線（博覽線和千禧線），但仍隸屬架空列車的網絡。
運輸聯線的收費架構亦適用於加拿大線，但機場支線上的三個車站則被劃為機場收費區。乘客在該三個車站購買單程車票或日票，或使用康百世智能儲值卡離開機場收費區時，需額外繳付5.00加元的附加費；而使用預繳月票或於機場收費區内下車的乘客則不受影響。另一方面，純粹於機場收費區以内使用加拿大線的乘客則無需繳付任何車資。

## 走線

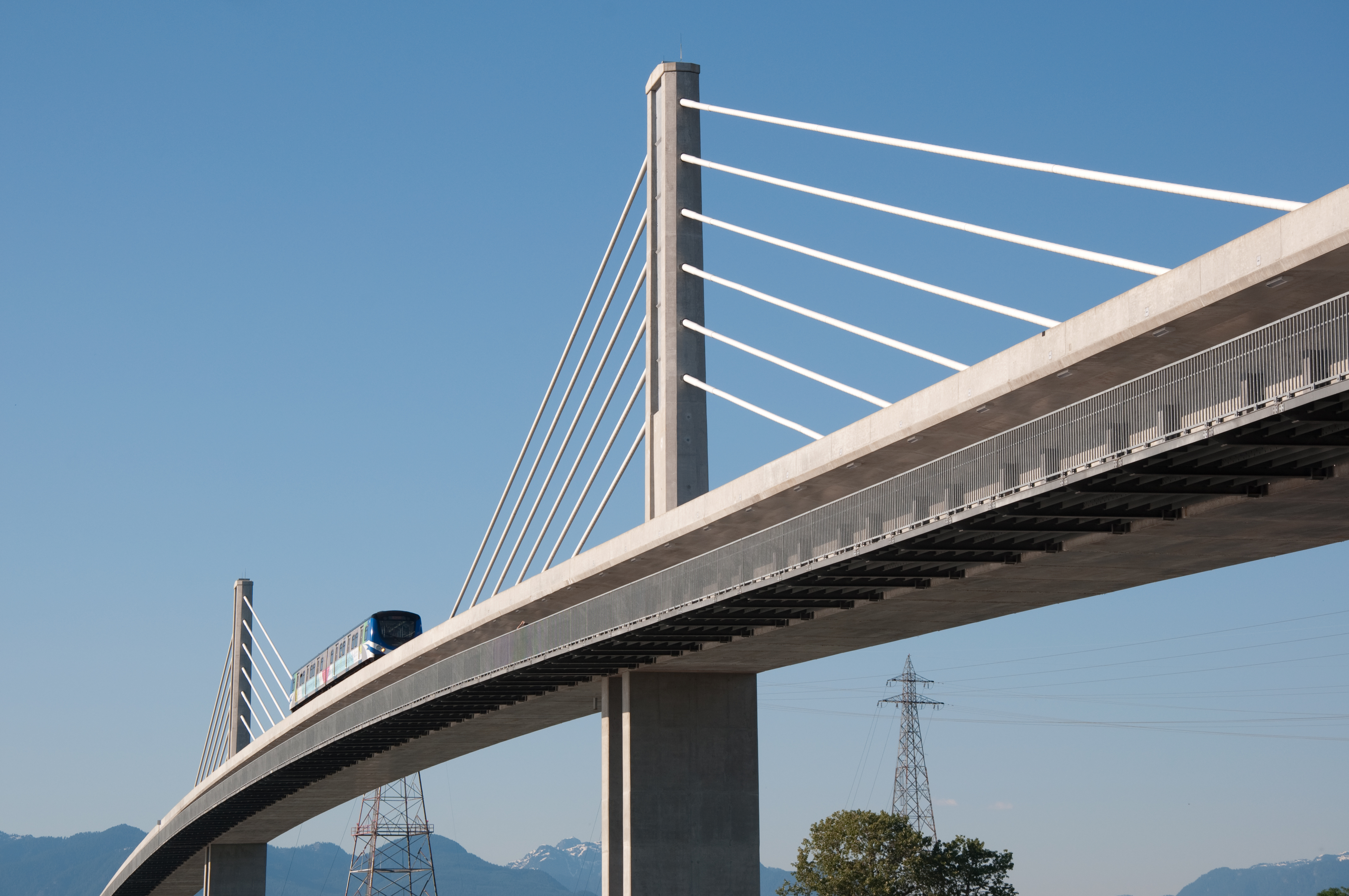
一組加拿大線列車經北支流大橋橫越菲沙河

加拿大線北起溫哥華市中心的濱海站，經過固蘭湖街下的明挖回填隧道後轉至一對鑽挖隧道。在耶魯鎮後隧道在深處橫越福溪，抵達對岸的奧運村站。加拿大線隨後取道甘比街下的明挖回填隧道南下，在64街以南改以高架橋運行，再接駁上北支流大橋橫越菲沙河的北支流抵達列治文市。本線於橋港站後一分為二：列治文支線繼續採高架橋沿3號路南行至列治文－布里格豪斯站；機場支線則往西行，沿中支流大橋橫越菲沙河的中支流，途經海島上的車站後抵達溫哥華國際機場站。列車採梅花間竹式般隔班前往列治文和機場兩個終點站。
為了配合機場未來增設滑行道的計劃，機場支線部分路段是於地面運行。另外，為節省建造成本，兩條支線各自抵達終點站前亦改為單線運行。
加拿大線的走線與運輸聯線固有的98 B-Line快速巴士線大致平行；98 B-Line已於2009年9月7日（即加拿大線通車後三星期）取消。

## 歷史

### 背景及初步研究
加拿大太平洋鐵路於1902年在列治文修建完一條鐵路線，連接魯魯島西南角的史提夫斯頓和菲沙河北支流畔的馬寶（現為溫哥華市一部分），營運蒸汽客運和貨運列車。卑詩電力鐵路公司則從1905年起租用這條鐵路線並將之電氣化，自此營運來往該兩個社區的市際電車服務。該公司從1940年代起開始淘汰有軌電車並改為派遣巴士行駛公共交通路線，史提夫斯頓至馬寶市際電車線遂於1958年停駛，為列治文以至大溫哥華地區的市區客運鐵路服務劃上句號。
加拿大線的歷史則可以追溯到1990年代。卑詩公車局和N.D. Lea顧問公司於1990年至1992年間就興建中型鐵路系統連接溫哥華和列治文的可能性進行研究，而「運輸2021」指導委員會則從1991年9月至1993年8月間進行一系列研究工作和公衆諮詢，並制定了一份《大溫哥華中期交通規劃報告》。
報告指出區内三條走廊到2006年會達致興建中型鐵路系統的客流量門檻，當中包括溫市百老匯中區至洛歇鎮中心、新西敏至高貴林市中心、和列治文至溫哥華市中心。N.D. Lea和Delcan顧問公司則於1994年秋季就該三條走廊的交通安排探討了可應用技術、營運可行性、乘客量、基本建設費用和營運支出、對交通的影響以及沿綫的發展潛質。這一系列研究被包羅於卑詩公車局的十年發展大計中；當年的研究中還沒有提及機場支線。
及至1995年，卑詩公車局表示有意創立一條快速公車線或無人駕駛輕軌線，連接溫哥華、列治文與溫哥華國際機場。與此同時，當局亦於福溪一帶鄰近甘比橋的協平世博發展項目地底下預留通道權。當局並於1997年至1998年間為快速公車線的走線選擇進行評估，隨後並訂定優先走線及車站地點。

### 項目具體化

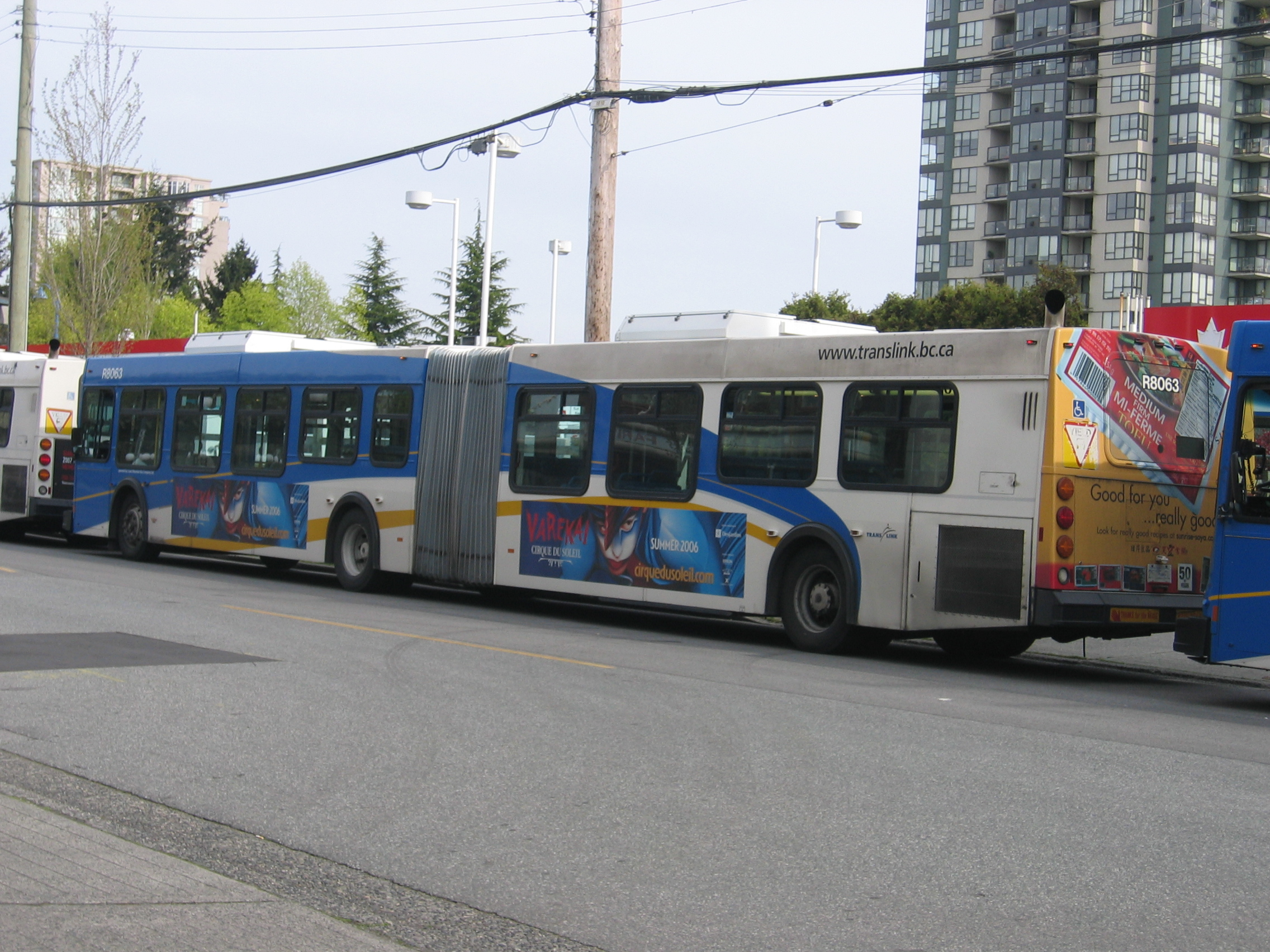
在加拿大線通車前，98 B-Line是連接溫哥華和列治文的主要公交路線。隨著前者啓用，後者亦功成身退。

到了1990年代後期，溫哥華、列治文和機場三處的增長速度較當局預期為高，而機場一帶所提供的職位總數更已達至當局原先預計的2021年數目。有見及此，時任卑詩省財政廳長麥菲於1998年6月24日宣佈省政府計劃興建無人駕駛輕軌線連接溫哥華、列治文和機場，走線方面則有可能跟隨甘比街。麥菲並表示省政府希望能夠加快工程以利低陸平原申辦2010年冬季奧運會。當局選擇率先創立一條快速公車線（即後來的98 B-Line），並於1999年開始為該綫進行詳細規劃。
運輸聯線於1999年4月1日從卑詩公車局接管大溫哥華地區的公共交通網絡，並於2000年4月制定《2000年-2005年交通策略大綱》，當中建議當局開始規劃列治文-機場-溫哥華捷運線（Richmond/Airport/Vancouver，即RAV）。RAV的研究報告於2000年5月獲批；快速公車線工程則於同期展開。加拿大聯邦交通部於同年發表一份有關為溫哥華國際機場興建機場聯絡軌道系統的報告，估計一條取道甘比街的架空鐵路線造價約13億加元，而一條取道阿標達斯街的路面輕鐵線造價則約莫為7億3千8百萬元。
運輸聯線於2001年4月確定興建溫哥華至列治文捷運線，並設一條支線前往機場。另外，在於迎合商界利益和社區關注的大前提下，當局決定排除考慮路面軌道交通系統，而系統的溫哥華段亦專注研究地下運行模式。98 B-Line於同年8月1日投入服務。另外，聯邦政府於同年12月10日宣佈以20億元成立加拿大策略性基礎建設基金（Canada Strategic Infrastructure Fund），並將動用部分基金為本項目注資，而聯邦政府亦為動用基金定下條件，要求項目在情況許可下採公私合夥模式（P3）。項目的下一階段於2002年4月開始，為期10個月的工作主要為項目進行技術性評估，以確定捷運線能否在2010年或之前完工。

### 尋求承建商

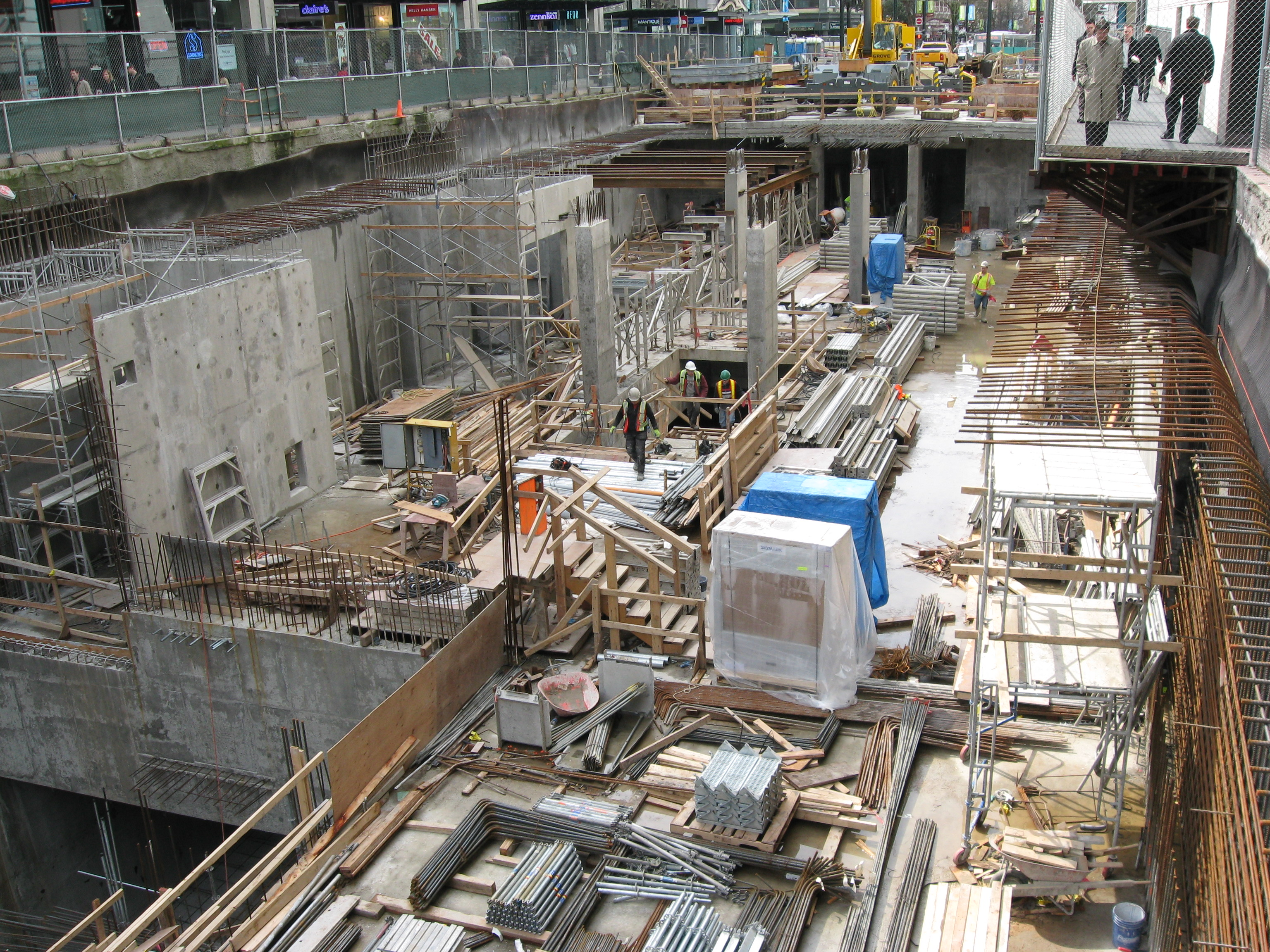
溫哥華市中心站一帶工程（攝於2008年4月9日）

當局於2003年收到由10間公司及財團提交的意向書，表明有意競投此項目，並於同年12月從中邀請以下3間財團提交更詳盡的建議書：
- 由Fluor Canada（英语：Fluor Corp.）、加拿大西門子公司、地鐵公司（現港鐵公司）及Balfour Beatty組成的；
- 由龐巴迪運輸、AMEC（英语：AMEC）、Bouygues及Bilfinger Berger（英语：Bilfinger Berger）組成的；以及
- 由SNC-Lavalin及Serco組成的。

聯邦政府於2004年4月16日宣佈對本項目的注資由原本的3億元增加至4億5千萬元，而卑詩省政府亦於同年6月10日宣佈對本項目的注資由原本的3億元增加至3億7千萬元。而運輸聯線的董事局在兩度決定取消本項目後，終於在2004年6月30日通過興建RAV捷運線，但若果沒有任何一份標書符合當局13億5千萬元的預算，當局則保留權利再度取消本項目。
當局於2004年11月19日推薦財團（後稱）的方案。該財團的最好及最終出價比當局訂定的預算高出3億4千3百萬，但經過設計變更、承建商下調造價及省政府額外注資6千5百萬元後，當局終於接納該財團的方案，並於同年12月1日正式批准本項目。運輸聯線於2005年7月29日與InTransitBC簽約；當時Serco與InTransitBC的關係已經完結，其合作夥伴地位並已被兩間退休基金代替。

### 邁向通車
項目工程於2005年10月正式展開，當局並於同年11月25日宣佈由現代Rotem提供本線的列車。而因應聯邦政府的注資條件，本線亦正式命名為「加拿大線」。
經過3年多的工程，加拿大線原定於2009年11月30日通車，以趕及於2010年冬季奧運會開幕前啓用，但因為工程進度良好而提早於2009年8月17日通車。運輸聯線從當日下午1時至9時安排乘客免費試搭本線，8小時内共有8萬5千人參與。本線於通車後首六個星期的載客量達每天82,500人次，到2010年3月上升至每天105,000人次，到2011年2月則達每天110,000人次。2010年冬季奧運會的17日會期內，加拿大線的每天平均載客量更達228,190人次。運輸聯線原本預料加拿大線的載客量到2013年才會突破每天10萬人次。
當局本來計劃在加拿大線施工期間或通車後不久興建卡普斯坦站（Capstan Station），但該一帶地皮的發展商（ 和協平世博）未能籌集建站所需約1500萬加元的資金；它們提出先付100萬加元，但遭運輸聯線和列治文市政府否決，因此本計劃於2009年3月取消。列治文市政府後於2012年5月與發展商達成協議，在往後數年間從發展商收取約2500萬元，款項籌措完畢後則轉交運輸聯線作興建卡普斯坦站之用。根據運聯與列市政府的協議，卡普斯坦站將於15年之內動工；若集資進度理想的話，項目則可提前落實。最終車站於2021年動工、2024年末落成啟用。

## 接駁交通及路線重組
加拿大線與大溫地區其他公共交通服務於數處交匯，構成區内交通重要一環。本綫於溫市中心濱海站與架空列車博覽線、西岸快車及海上巴士交匯，在百老匯－市政廳站則與快速公車路線99 B-Line交匯。
運輸聯線於2009年9月7日（即加拿大線通車後三星期）進行巴士路線重組，原有從菲沙河南岸社區直接前往溫市中心的巴士路線改以橋港站作終點站，乘客需在該站換乘加拿大線前往溫市。部分路線（如98 B-Line和424號綫）亦於當日取消。除加拿大線深宵休車時段外，運輸聯線於其他時段前往機場的巴士線已被取消。
運輸聯線從2010年起研究改善百老匯街沿線公共交通服務，其中數個方案均提及將架空列車千禧線向西伸延，並於百老匯－市政廳站與加拿大線交匯。據2006年溫市政府批文報告所示，百老匯－市政廳站的車站大堂已預留空間待日後興建通道往千禧線的月台。

## 使用車輛

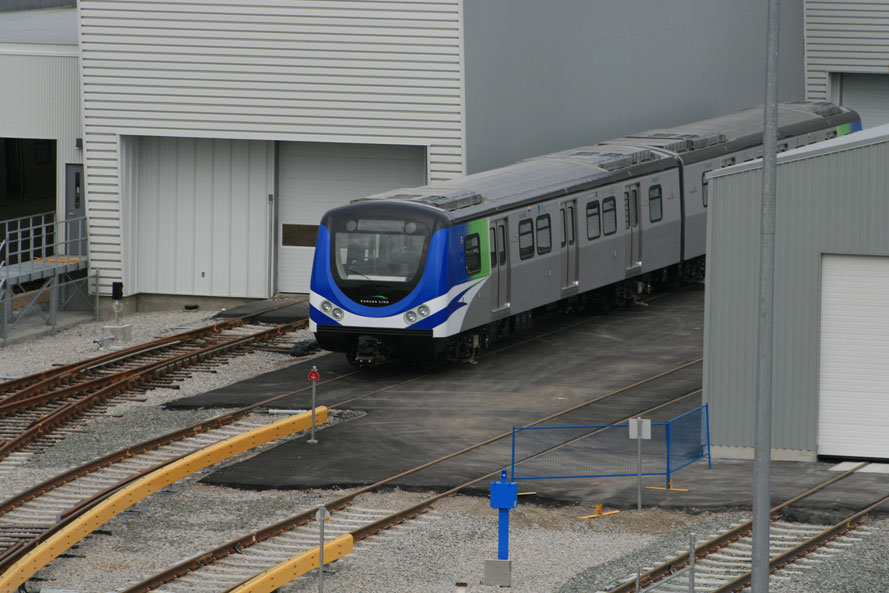
一組加拿大線列車停靠於橋港站附近的車廠。

有別於博覽線和千禧線，加拿大線採用南韓公司現代Rotem所製的列車，而並非龐巴迪製造的直線電動機運轉列車，但仍依賴與另外兩綫相似的第三軌技術驅動。Rotem中標是因為加拿大線的公私合夥條約中訂明不能考慮使用龐巴迪製列車所帶來的成本效益（如與架空列車另外兩線共同營運），以達至各廠商能公平競爭。條約亦訂明系統的往返方向載客量必需能夠最終達至每小時15000人次，以及來回溫哥華市中心和機場需時不可多於24分鐘。
加拿大線現時共有20組列車，每組列車由2卡掛接車組成，每卡車可容納334人，最高時速達80公里。一組由2卡掛接車組成的列車長度達41米，濶度達3米，比另外兩線所使用的龐巴迪製列車較長和濶。每組列車均有電子屏幕顯示下一站和終點站的名稱。

## 車站
加拿大線的車站是分兩階段興建。第一階段包括16個車站，與加拿大線同時啓用；另外3個車站則留待日後發展。加拿大線沿線各站的設計稍有分別，以融入沿途各個社區的特色。大部分車站的月台都是40米長，日後可伸展至50米長。機場終點站和列治文－布里格豪斯終點站均採單月台設計，而濱海站則因為需要配合主線上3分鐘一班車的班距而採雙月台設計。愛德華王站是唯一一個將兩個月台設在兩個不同樓層的車站，而百老匯-市政廳站則是唯一一個採雙倍樓底設計的車站。溫哥華市中心站與太平洋中心商場和溫哥華中心商場相通，卻沒有通道直接前往博覽線上的固蘭湖站；加拿大線的乘客需於濱海站換乘博覽線。
車站於2009年通車時不設閘機而採開放式設計，但隨著運輸聯線的康百世卡智能收費系統投入服務，各站亦增設閘機並於2016年啓用。每個車站均設有升降機和通往上層的扶手電梯，但只有終點站才設有通往下層的扶手電梯。
加拿大線沒有為前往機場的旅客提供付運行李服務，但下列車站則設有自助預辦登機服務機，供旅客預先辦領登機證：溫哥華市中心站、奧運村站、百老匯－市政廳站、海旁大道站、橋港站、列治文－布里格豪斯站、天普頓站、及溫哥華國際機場站。
除了海運大道站為高架車站外，溫哥華市内各站均為地下車站。
|          |  |  | 車站英文名稱 | 車站中文譯名         | 所在城鎮 | 地點                                      | 車站接駁                                     | 啟用日期       |
| -------- |  |  | ------------ | -------------------- | -------- | ----------------------------------------- | -------------------------------------------- | -------------- |
| 加拿大線 |  |  |              |                      |          |                                           |                                              |                |
|          |  |  |              | 濱海站               | 溫哥華   | 固蘭湖街介乎片打西街和喜士定西街          | 博覽線 西岸快車 海上巴士 R5 喜士定街特急巴士 | 2009年8月17日  |

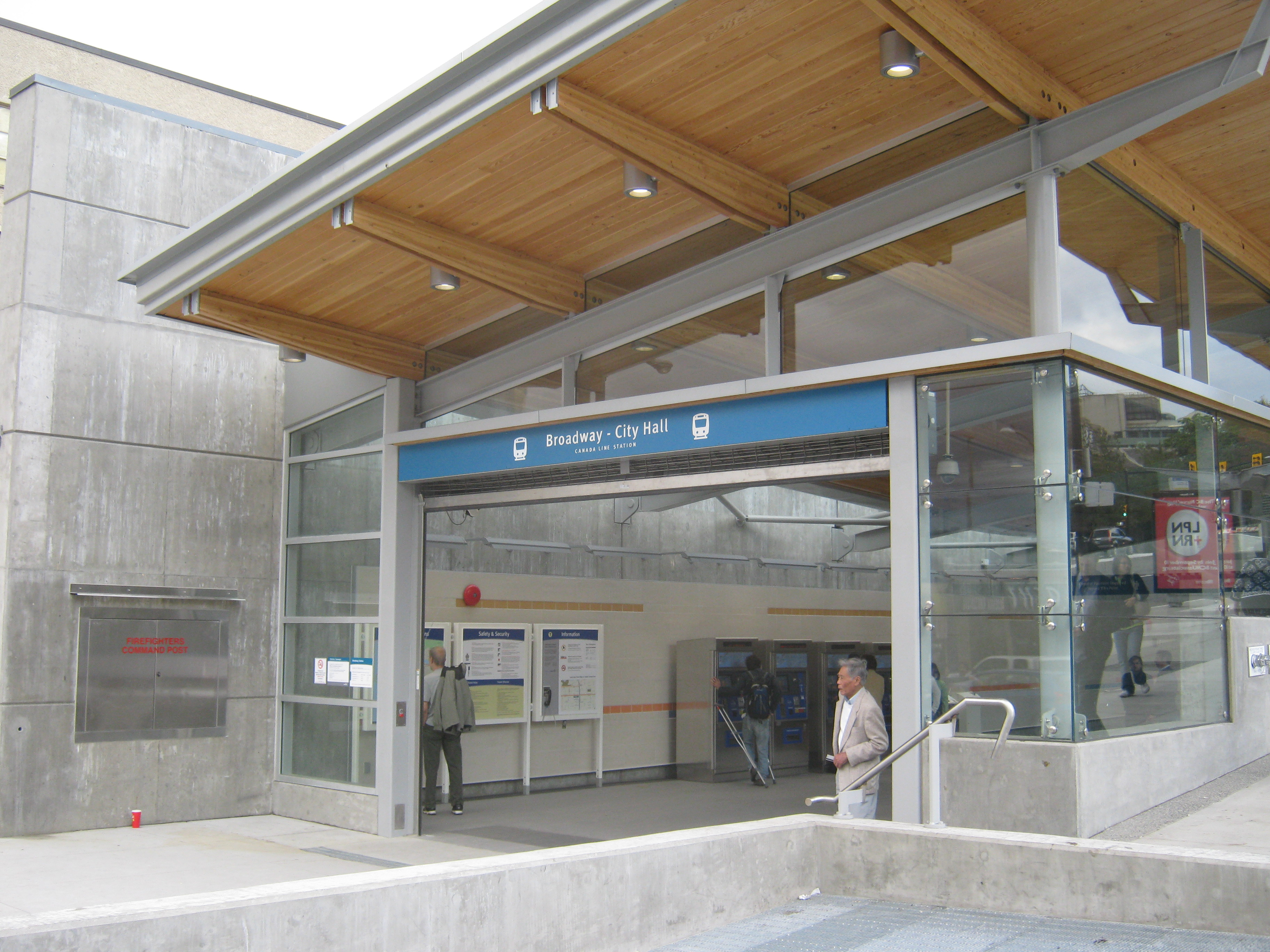
百老匯－市政廳站入口
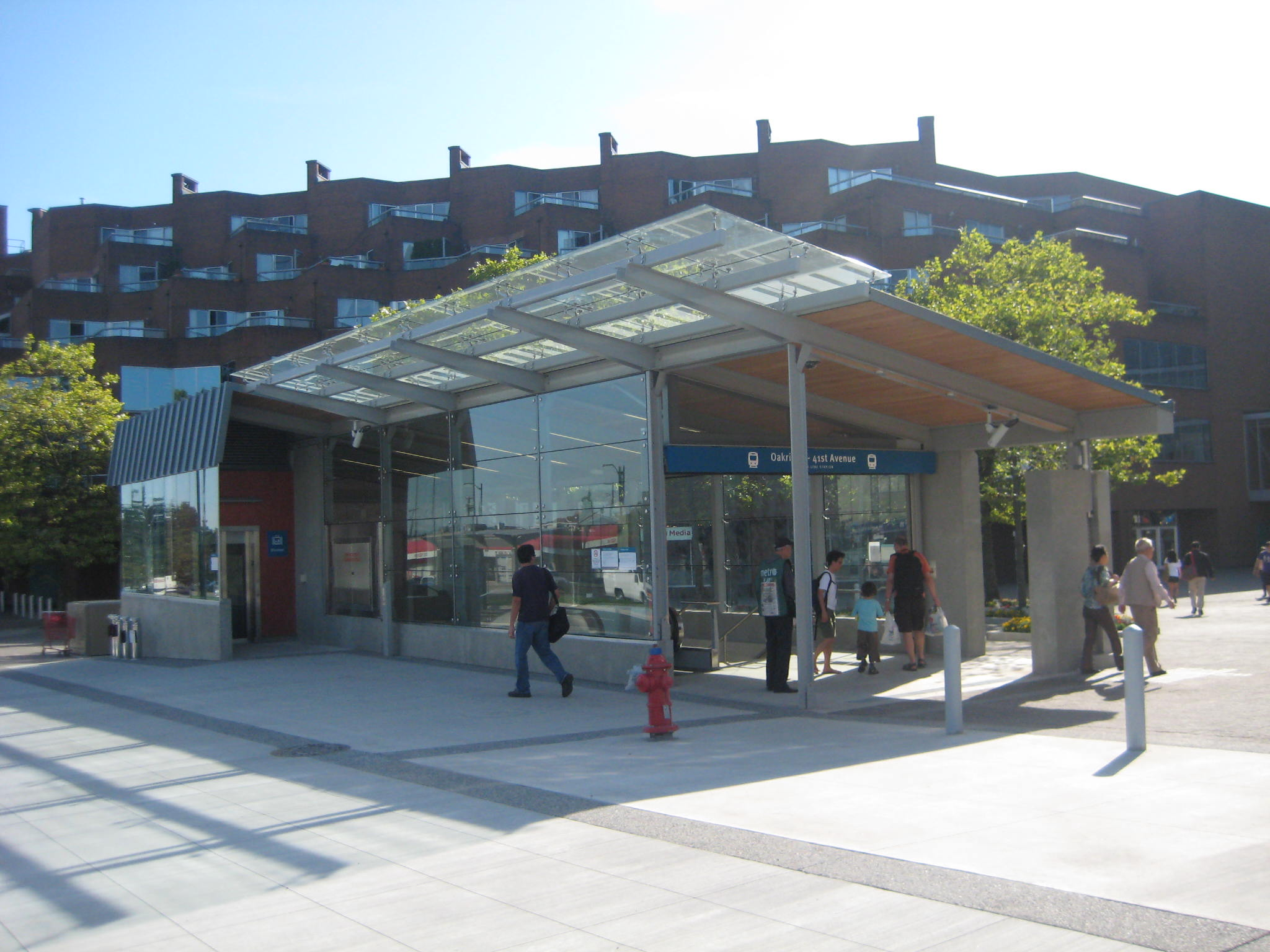
橡樹嶺－41街站入口
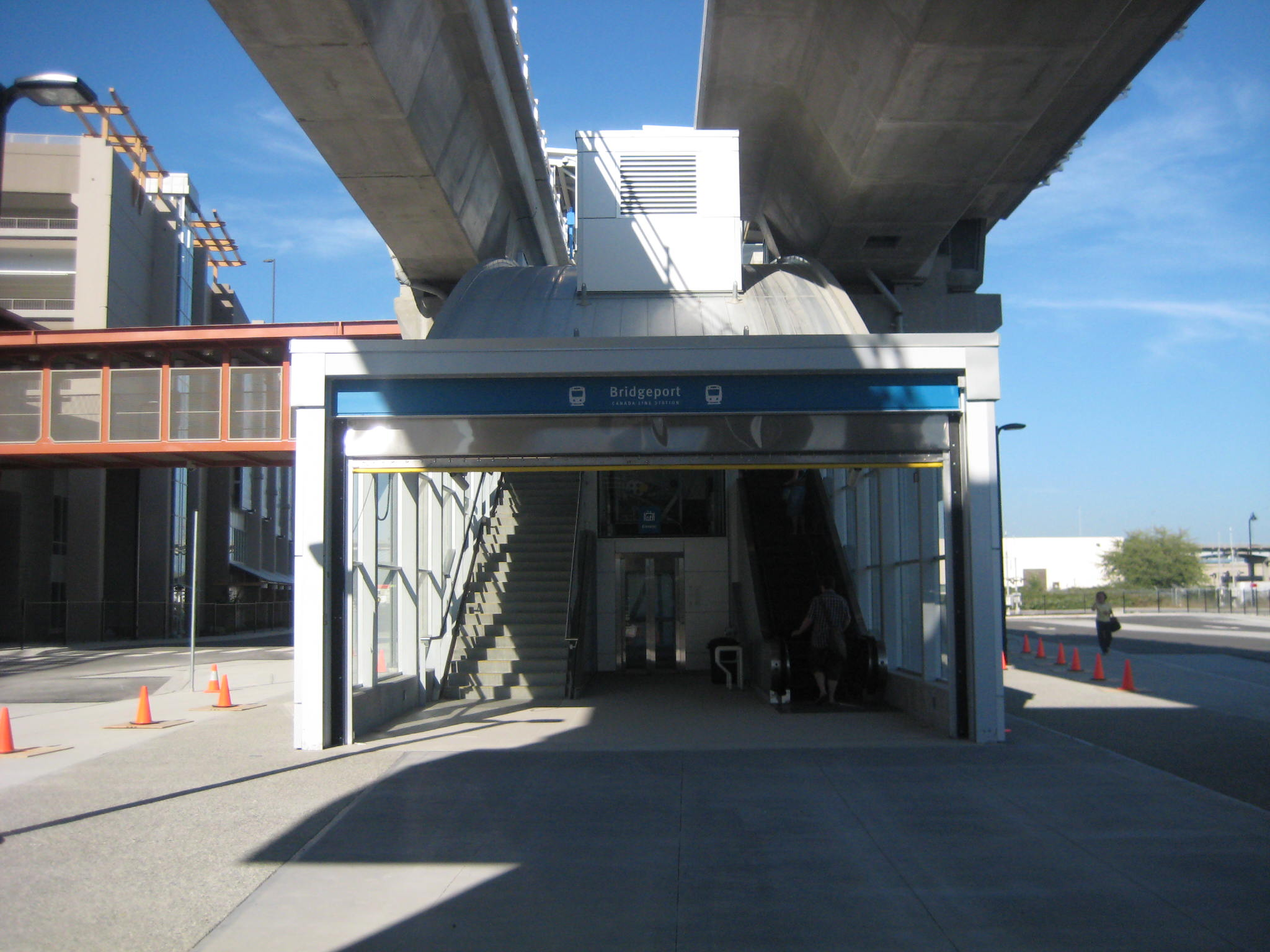
橋港站入口
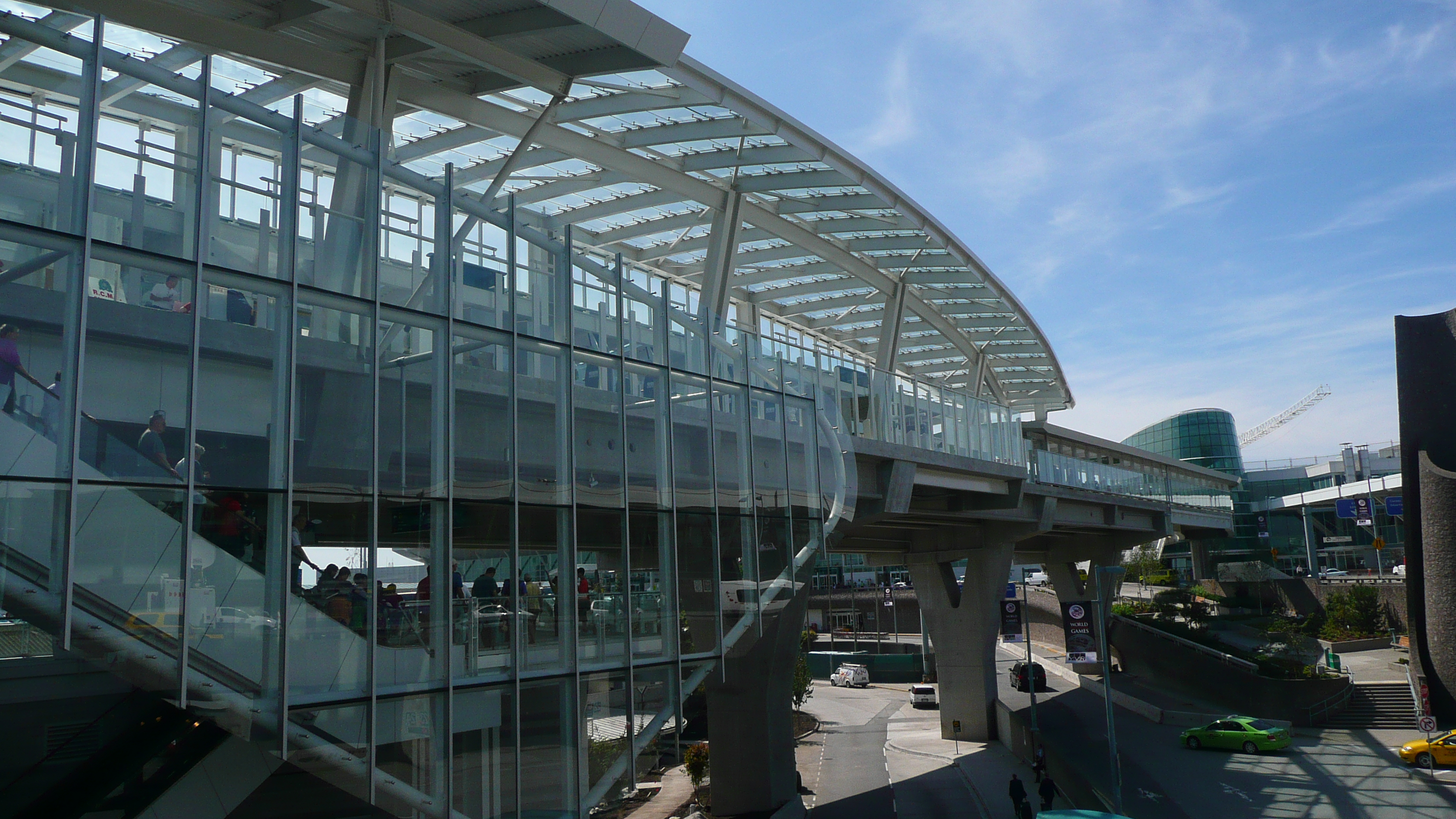
溫哥華國際機場站外部

|          |  |  |              | 溫哥華市中心站       | 溫哥華   | 固蘭湖街與洛遜街交界                      |                                              | 2009年8月17日  |
|          |  |  |              | 耶魯鎮－弘藝中心站   | 溫哥華   | 戴維街近緬崙街                            |                                              | 2009年8月17日  |
|          |  |  |              | 奧運村站             | 溫哥華   | 甘比街與西二街交界                        |                                              | 2009年8月17日  |
|          |  |  |              | 百老匯－市政廳站     | 溫哥華   | 甘比街與百老匯西街交界                    |                                              | 2009年8月17日  |
|          |  |  |              | 愛德華國王站         | 溫哥華   | 甘比街與西愛德華國王大道交界              |                                              | 2009年8月17日  |
|          |  |  |              | 渥烈治－41街站       | 溫哥華   | 甘比街與西41街交界，鄰近橡樹嶺中心        | R4 41街特急巴士                              | 2009年8月17日  |
|          |  |  |              | 蘭加拉－49街站       | 溫哥華   | 甘比街與西49街交界，鄰近蘭加拉學院        |                                              | 2009年8月17日  |
|          |  |  |              | 海旁大道站           | 溫哥華   | 甘比街與西南海旁大道交界                  |                                              | 2009年8月17日  |
|          |  |  |              | 橋港站               | 列治文   | 大河道與大加拿大大道交界                  |                                              | 2009年8月17日  |
|          |  |  |              | 橋港站               | 列治文   | 大河道與大加拿大大道交界                  |                                              | 2009年8月17日  |
|          |  |  |              | 天普頓站             | 列治文   | 固蘭特·麥肯納基大道與天普頓街交界的東北角 |                                              | 2009年8月17日  |
|          |  |  |              | 海島中心站           | 列治文   | 鄰近加拿大航空的維修中心                  |                                              | 2009年8月17日  |
|          |  |  |              | 溫哥華國際機場站     | 列治文   | 鄰近溫哥華國際機場的主航廈                |                                              | 2009年8月17日  |
|          |  |  |              | 卡普斯坦站           | 列治文   | 三號路與卡普斯坦道交界以北                |                                              | 2024年12月20日 |
|          |  |  |              | 時代坊站             | 列治文   | 三號路與甘比道交界                        |                                              | 2009年8月17日  |
|          |  |  |              | 蘭斯登站             | 列治文   | 三號路與蘭斯登路交界                      |                                              | 2009年8月17日  |
|          |  |  |              | 列治文－布里格豪斯站 | 列治文   | 三號路與沙巴路交界，鄰近列治文中心        |                                              | 2009年8月17日  |

- 百老匯－市政廳站入口
- 橡樹嶺－41街站入口
- 橋港站入口
- 溫哥華國際機場站外部

### 未來發展

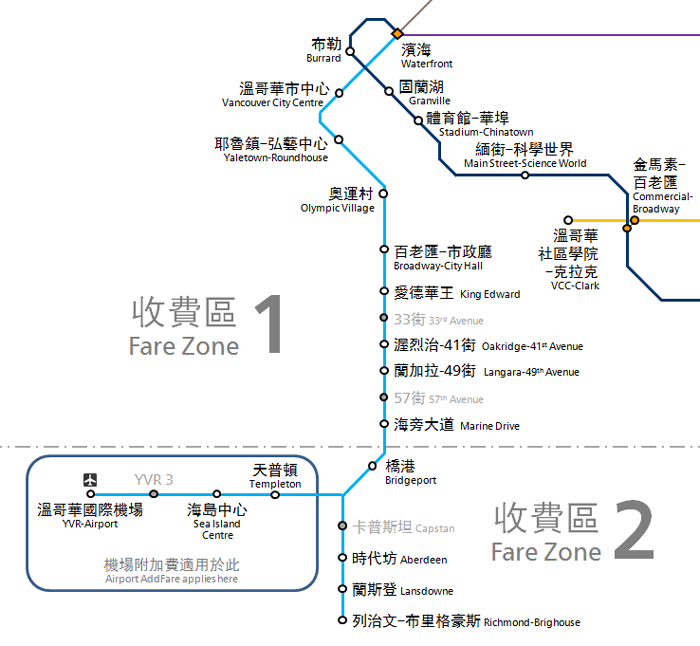
加拿大線的擬建車站（灰色）

加拿大線沿線於下列地點設預留位，留待日後發展成車站：
- 33街站（溫哥華市甘比街與西33街交界，鄰近女皇公園）
- 57街站（溫哥華市甘比街與西57街交界）
- YVR 3（海島，鄰近溫哥華國際機場擬建的新東北航廈）[36]

其中擬建溫市57街站附近的地皮重建項目發展商於2016年宣佈將為興建該站籌措經費，集資完成後同樣轉交運聯作建站之用。項目有待進一步規劃，尚未有具體興建時間表。

### 引用文獻
- . Vancouver Airport Authority.   [2012-05-17]. （原始内容存档于2013-01-28）.

## 外部連結
- The Canada Line（页面存档备份，存于） （英文）－InTransitBC 加拿大線網站
- TransLink - Transit Schedules（页面存档备份，存于） （英文）－ 運輸聯線網站 架空列車班次及營運時間頁面
- Canada Line, Rapid Transit Office, City of Vancouver（页面存档备份，存于） （英文）－溫哥華市政府網站 加拿大線頁面
- City of Richmond BC - Rapid Transit Project（页面存档备份，存于） （英文）－列治文市政府網站 加拿大線頁面